# 今八幡宮
今八幡宮（いまはちまんぐう）は山口県山口市にある神社。山口総鎮守。別名は八幡さま。

## 祭神
- 応神天皇
- 仲哀天皇
- 神功皇后
- 玉依姫命
- 宇治皇子

## 歴史
（この節の主な出典）
創建年代は不詳だが、鎌倉時代の弘安年間（1278年 - 1287年）に大内弘成の娘に「今八幡殿」という名が見えることからそれ以前の創建である。初めに宇治皇子一座を祀り、今八幡宮と称した。文明3年（1471年）朝倉八幡宮（山口市）を大内政弘が合祀した。文亀3年（1503年）大内義興が社殿を造り替えた。幕末には社務所が八幡隊の屯所となっていた。

## 社名
「今」には「新しい」という意味があり、八幡神が祀られているので、「新しい八幡宮」という意味で「今八幡宮」と称した。

## 社殿
- 本殿 - 三間社流造。拝殿、楼門とともに室町時代中期（15世紀末頃）の建立。本殿・拝殿・楼門は国の重要文化財に指定[3]。

## 境内摂社
（この節の主な出典）
- 八柱神社 - 今八幡宮氏子のうち、八ケ町内にあった摂末社八社を、1907年（明治40年）の内務省令により氏神神社に合祀、うち一社の社殿を現在の地に移設して八柱神社と称した。
  - 大歳神社（上天花） - 天照大神・豊受大神・高皇産霊神・大歳の神
  - 春日神社（八幡馬場） - 天児屋根命・市杵島姫命
  - 荒高神社（荒高 ） - 菅原道真
  - 恵比寿神社（中市） - 事代主神
  - 大歳神社（糸米） - 天照大神・豊受大神・高皇産霊神・大歳の神
  - 道祖神社（道祖町 ） - 猿田彦神
  - 恵比寿神社(諸願小路) - 事代主神
  - 杵築神社（天神通り） - 大国主命

## 祭事・年中行事
- 春祭 - 4月15日
- 秋祭（例祭） - 10月6日

## 文化財
重要文化財（国指定）
- 本殿
- 拝殿
- 楼門
- 鰐口 - 大内義隆が、天文3年（1534年）寄進。面径85.8センチメートル、総厚30センチメートル、国内最大級。

山口市指定有形文化財
- 祭礼名籍札 - 天文14年（1545年）8月26日。

## 所在地情報
所在地
- 山口県山口市上宇野令828番地1（社殿）
- 山口県山口市八幡馬場22番地（社務所）

交通
- 鉄道
  - 上山口駅（西日本旅客鉄道〈JR西日本〉山口線） - 徒歩で約9分

## 周辺
- 聖サビエル記念公園
- 豊榮神社・野田神社
- 野田学園中学校・高等学校
- 八坂神社 (山口市)
- 山口県護国神社
- 山口市菜香亭
- 瑠璃光寺